# Regina Hesse
Pour les articles homonymes, voir Hesse.
Regina Hesse (1832–1898), également Rottmann, est une institutrice ghanéenne, avec une famille dont les origines sont en partie européennes. En tant qu'éducatrice, elle a été l'une des premières femmes sur la Gold Coast à devenir administratrice d'école. Hesse a été formée par Catherine Mulgrave (en), enseignante pionnière morave jamaïcaine née en Angola, qui a mis en place des internats spécialisés de trois filles à Osu, Abokobi et Odumase et a participé activement à des ministères chrétiens de femmes à Christiansborg, Accra.

## Enfance et éducation
Regina Hesse est née à Christiansborg, à Accra en 1832 d'un marchand africain dont les origines sont en partie européennes, Herman Hesse et d'une femme Ga, Charlotte Lamiaakaa, issue d'une famille de commerçants de Shai Hills,,,. La famille Hesse (en) était une famille commerçante euro-africaine influente d'Osu Amantra, d'ascendance germano-danoise et active dans le commerce côtier. Le grand-père paternel de Hesse, le Dr Lebrecht Wilhelm Hesse, était un médecin germano-danois du XVIIIe siècle . Sa sœur, Pauline Hesse (1831–1909), était une commerçante dont le mari, Alexander Worthy Clerk, missionnaire-éducateur jamaïcain morave, a cofondé la Salem School, à Osu. Clerk était arrivée sur la Gold Coast en 1843 avec un groupe de 24 recrues de la mission antillaise sous le parrainage de la mission de Bâle et sous la direction du ministre danois, Andreas Riis (en),,,,. Regina Hesse avait également d'autres sœurs, Mary (Mme Richter) et Wilhelmina, qui est devenue plus tard Mme Briandt.  Son frère, William Hesse (1834–1920) était ministre de la Mission de Bâle. Regina Hesse avait également un frère, John Hesse, qui était commerçant. En 1854, après le bombardement d'Osu par les autorités britanniques, à l'aide du navire de guerre HMS Scourge, en raison du refus des indigènes de payer la taxe de vote, un autre frère, John Hesse, a fui vers Akropong et s'est engagé dans le petit commerce avec d'autres commerçants Ga-Dangme - des réfugiés qui avaient également été déplacés par le conflit,. Regina Hesse a fait ses études à l'école de la mission de Bâle au château de Christiansborg en 1847 lorsque Catherine Mulgrave a été nommée directrice de l'établissement. L'un de ses camarades de classe était le pasteur et historien de la Mission de Bâle en Gold Coast, Carl Christian Reindorf (1834–1934), dont le livre fondateur, The History of the Gold Coast and Asante, a été publié en 1895. L'école du château, ouverte à l'origine en 1722 et appartenant aux Danois, a été remise à la mission de Bâle lorsque l'administration coloniale danoise a vendu ses actifs sur la Gold Coast aux autorités britanniques en 1850,. La langue danoise était la première langue d'enseignement à l'école de Christiansborg avant de passer à la langue anglaise avec la mission de Bâle,. Une école similaire existait au Fort de Cape Coast qui servait principalement les enfants mulâtres des familles euro-africaines de la côte. Regina Hesse était polyglotte et parlait couramment la langue Ga, l'anglais, le danois et l'allemand.  

## Éducation des femmes et ministère chrétien
En 1850, alors que Regina Hesse avait environ dix-huit ans, elle a été confirmée à l'église de la mission de Bâle, Christiansborg et promue de moniteur à professeur. L'année suivante, en 1851, elle emménage dans la maison de sa protégée, Catherine Mulgrave et de son mari, Johannes Zimmermann (en). Elle est devenue plus tard la directrice de facto de l'école de filles de Catherine Mulgrave à Osu. De plus, Hesse avait une excellente relation de travail avec le successeur officielle de Catherine Mulgrave, Rosina Stanger.  Regina Hesse a donc joué un rôle déterminant dans l'élaboration du cadre du programme d'éducation des filles grâce à une gestion et une administration efficaces de l'école. Après son mariage en 1857, elle est devenue une épouse missionnaire à plein temps. Elle était également active dans le ministère chrétien et la communion fraternelle des femmes, ce qui a entraîné une augmentation significative du nombre de fidèles, y compris sa propre famille élargie, dans son église d'origine, l'église de la mission de Bâle, Christiansborg, maintenant connue sous le nom d'Ebenezer Presbyterian Church, Osu. Sous sa tutelle dans les années 1880, davantage de femmes ont participé à des activités liées à l'étude biblique et aux réunions de prière.  

## Vie privée

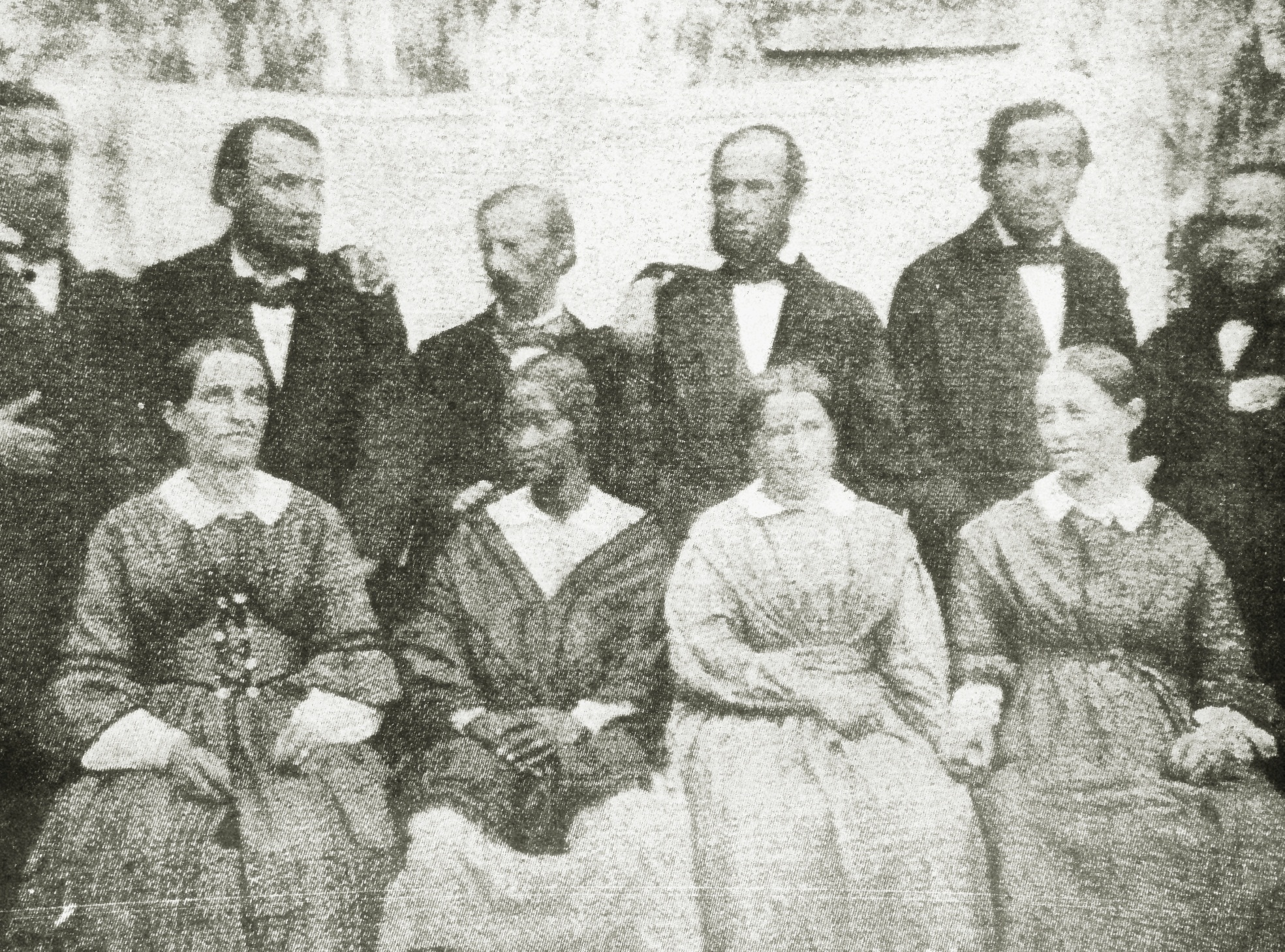
Regina Hesse, assise deuxième à partir de la gauche, avec son mari, Hermann Ludwig Rottmann, debout derrière elle, Christiansborg, v. 1860

En 1857, Regina Hesse épouse Hermann Ludwig Rottmann, originaire d'Allemagne, premier missionnaire-négociant bâlois à Christiansborg et fondateur de la Basel Mission Trading Company, inscrite pour la première fois au registre du commerce de Bâle en 1859, sous son nom allemand, Missions- Handlungs-Gesellschaft Basel,,. Le père de Rottmann était un manufacturier de tabac allemand. HL Rottmann avait auparavant terminé ses études de commerce à Hambourg, en Allemagne. Après son arrivée sur la Gold Coast en 1854, il a ouvert une quincaillerie à Christiansborg, vendant des marchandises et des matériaux de construction pour l'industrie de la construction locale en plein essor : cordes, fils, marteaux, scies, clous, boulons, charnières et poignées de porte. Cette boutique est devenue la Basel Mission Trading Company. La société commerciale était financée à l'origine par des patriciens, des industriels et des politiciens bâlois tels que Daniel Burckhardt, Karl Sarasin et Christoph Median-Burckhardt. Comme Johannes Zimmermann, Rottmann a vu l'Afrique comme une nouvelle terre natale, une opinion qu'il a communiquée à ses superviseurs sur la Gold Coast et au Home Committee de Bâle. En approuvant son mariage avec Regina Hesse, le comité a considéré que les relations commerciales locales de la famille Hesse étaient bénéfiques pour les activités commerciales de la mission de Bâle. Le couple a eu huit enfants, mais trois sont décédés à un âge précoce. Tous les enfants survivants ont travaillé avec la Mission de Bâle à un titre ou à un autre.  Le fils aîné est devenu employé de la Basel Mission Trading Company tandis que ses deux fils cadets sont allés au séminaire de la mission de Bâle en Suisse et ont été consacrés comme prêtres piétistes. Ils ont tous deux épousé des femmes allemandes et ont vécu à Wurtemberg, en Allemagne, pour le reste de leur vie. Les deux filles de Regina Hesse, Bertha et Theodora, ont épousé des missionnaires commerçants allemands et ont été veuves peu de temps après leur mariage. Le deuxième mariage de Bertha Rottmann s'est terminé par un divorce tandis que sa sœur, Theodora, était à nouveau veuve en 1895 après le décès de son deuxième mari, Hermann Lieb. Theodora Rottmann a finalement déménagé à Korntal, en Allemagne. Ainsi, seul le fils aîné de Regina Hesse a vécu sur la Gold Coast pendant toute sa carrière professionnelle. Regina Hesse est souvent allée en Europe avec son mari, Hermann Rottmann, lors de ses congés annuels. En 1897, le couple Hesse-Rottmann se rend à Bâle pour se faire soigner.  

## Mort et héritage
Regina Hesse est décédée en 1898 à Bâle, en Suisse. En tant qu'éducatrice, elle a été à la fois enseignante et mentor spirituelle auprès d'une génération de jeunes femmes euro-africaines et Ga-Dangme de Christiansborg. Elle a joué un rôle majeur dans l'augmentation du taux d'alphabétisation des femmes dans la ville.  